# Yangshupu Lu
Yangshupu Lu (chiń. 杨树浦路站) – stacja metra w Szanghaju, na linii 4. Zlokalizowana jest pomiędzy stacjami Pudong Dadao i Dalian Lu. Została otwarta 31 grudnia 2005.